# Paracomantenna magalyae
Paracomantenna magalyae är en kräftdjursart som beskrevs av Campaner 1978. Paracomantenna magalyae ingår i släktet Paracomantenna och familjen Aetideidae. Inga underarter finns listade i Catalogue of Life.